# Diga di Rempen
La diga di Rempen è una diga a gravità situata in Svizzera, nel Canton Svitto, nel comune di Vorderthal.

## Descrizione
Ha un'altezza di 32 metri e il coronamento è lungo 128 metri. Il volume della diga è di 22.000 metri cubi.
Il lago creato dallo sbarramento, ha un volume massimo di 0,5 milioni di metri cubi, una lunghezza di 600 metri e un'altitudine massima di 642 m s.l.m. Lo sfioratore ha una capacità di 69 metri cubi al secondo.
Le acque del lago vengono sfruttate dall'azienda Kraftwerk Wägital AG.